# La Abraq International Airport

i7
i11
i13
Der internationale Flughafen Al-Baida (arabisch مطار الأبرق الدولي, DMG Maṭār al-Abraq ad-duwalī, englisch La Abraq International Airport, IATA-Code: LAQ, ICAO-Code: HLLQ) ist der Flughafen von Al-Baida in Libyen.

## Lage
Der Flughafen liegt 19 km östlich von Al-Baida an der Straße nach Darna.

## Flugplatzmerkmale
Der Tower (TWR) sendet und empfängt auf der Frequenz 118.10 MHz.
Der Flughafen verfügt über verschiedene Navigationshilfen.
Die Start- und Landebahn 10/28 verfügt über ein Instrumentenlandesystem (ILS).
Das ungerichtete Funkfeuer (NDB) sendet auf der Frequenz 392 kHz mit der Kennung LAB.
Die Ortsmissweisung beträgt 2° Ost (Stand 2006).

## Zwischenfälle
- Am 2. Dezember 1977 konnte eine an Libyan Arab Airlines verleaste Tupolew Tu-154A der Balkan Bulgarian Airlines (LZ-BTN) wegen dichten Nebels nicht auf dem Flughafen Bengasi (Libyen), ihrem Zielflughafen, landen. Das aus Dschidda kommende Flugzeug befand sich auf einem Haddsch-Flug. Es gelang der Besatzung nicht, den Ausweichflughafen zu finden. Es wurde noch versucht, den Flughafen von Al-Baida zu erreichen, wobei die Maschine durch Triebstoffaussetzer abstürzte und auseinanderbrach. Von den 159 Passagieren an Bord überlebten 59 den Unfall nicht. Wegen Treibstoffsmangels kam es zu einer missglückten Notlandung, bei der das Flugzeug zerstört wurde. Die Piloten hatten nicht berücksichtigt, dass infolge eines Krieges der ägyptische Luftraum für libysche Flugzeuge gesperrt war, sodass beim Anflug auf Bengasi nur noch sehr geringe Kraftstoffreserven vorhanden waren (siehe auch Flugunfall einer Tupolew Tu-154 der Libyan Arab Airlines).[1]